# أنطور أبيض
أنطور أبيض (الاسم العلمي:Anthurium albidum) هو نوع من النباتات يتبع جنس الأنطور من الفصيلة اللوفية.